# Saint-Pierre-en-Vaux
 Saint-Pierre-en-Vaux  es una localidad y comuna de Francia, en la región de Borgoña, departamento de Côte-d'Or, en el distrito de Beaune y cantón de Arnay-le-Duc.
Su población en el censo de 1999 era de 140 habitantes.
Está integrada en la Communauté de communes du Pays d’Arnay.

## Demografía
| 200 | 189 | 199 | 170 | 155 | 140 |
| Para los censos de 1962 a 1999 la población legal corresponde a la población sin duplicidades (Fuente: INSEE [Consultar]) |     |     |     |     |     |